# Tatakau Shisho
Tatakau Shisho (戦う司書?) es una colección de novelas ligeras creadas por Ishio Yamagata, con ilustraciones de Shigeki Maeshima. La serie comienzo a publicarse desde el 22 de septiembre de 2005 hasta el 22 de enero de 2010 siendo publicados 10 volúmenes por Shueisha bajo su sello Super Dash Bunko. Una adaptación al manga de Kokonotsu Shinohara fue publicado en Internet por Shueshia, basado en la lista de revistas manga de Ultra Jump Egg entre marzo del 2008 y octubre del 2009. Una adaptación al anime, El Libro de Bantorra, fue lanzada en Japón el 2 de octubre de 2009, con un total de 27 capítulos, en una única temporada.

## Argumento
En un mundo donde la gente muerta se convierte en libros y son almacenados en la Biblioteca de Bantorra, aquellos que tocan-leen un libro pueden acceder a su pasado. Los libros son protegidos y mantenidas por los Bibliotecarios Armados, personas especiales, algunos con poderes. Sus enemigos son una sociedad religiosa conocida como Iglesia Shindeki. Así se presenta el resumen original de las novelas y anime, pero mientras la historia avanza, descubrimos un mundo cruel e injusto, lleno de dolor, deseos personales, pero donde pese a todo es posible alcanzar la felicidad, y tener esperanza.
El argumento podría dividirse en una serie de historias, la primera la de Colio y Shiron, "la bruja que no deja de reír", la segunda la del monstruo Zatoo y el humano Enlike, después la de Olivia y el arma definitiva, Vend Ruga, seguida por la epidemia de la muerte azul, y finalmente, Ruruta Coozancoona y Nieniu, la pareja que lo comenzó todo.  Una trama conduce a la otra, se van revelando los secretos, las conspiraciones tras todo, hasta ese final donde cada uno de los personajes, todas las subtramas, coinciden y cobran un sentido muy diferente al imaginado por el resumen oficial.

## Personajes

### Meats
Colio Tonies (コリオ トニス Korio Tonisu?)
Seiyū: Miyu Irino
No se considera humano. Como todas las "carnes" tiene implantada una bomba en el pecho y es enviado por la Iglesia Shindeki para asesinar a Hamyuts Meseta. Su historia se centra en la recopilación de varios fragmentos de un libro que describe la trágica historia de una joven llamada Shiron Byacornise, conocida como La Bruja que no deja de reír; ella posee la capacidad de ver el futuro. La envolvente historia de amor entre ellos, cruza incluso las fronteras del tiempo.

### Iglesia Shindeki
Kachua, Gobernador del Paraiso ({{{2}}}?)
Líder actual de la Iglesia. Siempre mantiene su rostro oculto. La doctrina de la Iglesia se basa en que los "hombres verdaderos" deben hacer todo lo posible para alcanzar sus sueños, lograr la felicidad máxima, sea cual sea su pasión, pues solo así podrán entrar en el cielo (el Paraíso) una vez convertidos en libros. Hamyuts Meseta descubre que el gobernador del Paraíso es elegido entre los Bibliotecarios armados, y que fingen luchar unos contra otros, cuando en realidad ambos protegen el mismo secreto. Esta verdad es transmitida solo de Director de la Biblioteca a sustituto.
El "Paraiso" es en realidad una persona, Ruruta. Él posee el poder de absorber los libros de los demás. La Iglesia intenta crear libros de calidad para que Ruruta pueda experimentar la felicidad de sus vidas al devorarles. Los bibliotecarios se encargan de alimentarle con dichos libros. Ruruta es el verdadero fundador de la Biblioteca. Sus motivos para todo esto, es Nieniu, que también habita en su interior, y a la que la única manera de hacer feliz es destruyendo el mundo, o a través de un libro tan excelente que sea capaz de aliviar su sufrimiento.
Otello Lascal ({{{2}}}?)
Se dice que cuando una joven muere sin haber declarado sus sentimientos, Lascal Otello entrega su libro a la persona amada. Es una leyenda para niños. Sin embargo todos aquellos que han intentando encontrarle han muerto. Lascal existe, es un recolector al servicio de la Iglesia. Utiliza la espada Yor, para poder recoger los libros.

### Bibliotecarios Armados
Hamyuts Meseta (ハミュッツ メセタ Hamyuttsu Meseta?)
Seiyū: Romi Park
Junto con Mokkania, es la más fuerte, es la directora actual de los Bibliotecarios Armados. Suele vestir con una camisa blanca con un pequeño conejito en su pecho derecho, en honor a Chacoly (también llamada Violet Sinner), una compañera del pasado. Voluptuosa, sangrienta, tranquila y a veces en apariencia inmadura, desea conocer a alguien capaz de matarla. Mantuvo una relación con Mattalast en el pasado. Su arma principal es una eslinga (envuelto alrededor de su muñeca derecha) para lanzar guijarros desde una larga distancia. Su velocidad puede llegar a ser 5 veces la velocidad del sonido. Es tan fuerte que incluso Shlamuffen (el arma utilizada por Segal y una vez utilizada por Shiron) no puede destruirla. Tiene la habilidad del "Sensor de la Seda", que se utiliza para detectar personas.
Cuando el Paraíso tuvo un momento de debilidad, y quiso poner final a su existencia, el director de los Bibliotecarios Armados de aquel momento, Makia, creó para tal fin como armas a Hamyuts y Chacoly. La segunda fue dotada con el poder de "Transferencia de Almas", con el que es capaz de obligar a cualquier persona a obedecer su voluntad. Chacoly debía obligar a Ruruta a suicidarse. Si ese plan fallaba, Hamuyts terminaría la tarea. Sometida a terribles experimentos, se le enseñó a extraer placer del dolor, por eso disfruta de la muerte. Para ella el peor destino es morir de viejecita en una cama, rodeada de seres queridos, lo encuentra sentimental aunque en el fondo llega a anhelarlo. Solo existe como arma, para destruir a Ruruta, después, no le quedará nada.
Mattalast (マットアラスト Mattoarasuto?)
Seiyū: Tōru Ōkawa
Bibliotecario Armado de primer grado, y uno de los cinco bibliotecarios más fuertes. Generalmente viste un traje negro y un sombrero de copa negro, al estilo de un caballero inglés. Apuesto, mujeriego, fumador, con fama de mentiroso. Tuvo una relación con Hamyuts. También es uno de los pocos que conoce el secreto de El Paraíso. Usa armas de fuego. Su habilidad es ver 2 segundos antes lo que va a suceder, así puede atacar o defenderse. Hamyuts le pidió, que si nunca encontraba a un rival digno, que por favor, fuera él, quien la matara. 
Mokkania (モッカニア Mokkania?)
Seiyū: Akira Ishida
El Bibliotecario armado más fuerte. Un hombre solitario, y tan poderoso que teme su propio poder. Durante la guerra entre la Biblioteca y el Imperio, asesinó a mucha gente, cosa que nunca se perdonara. Vive encerrado por voluntad propia en los laberintos de Bantorra donde se guardan los libros más importante. Su habilidad mágica es controlar una muy significante cantidad de hormigas come carne. Se convirtió en Bibliotecario para agradar a su madre fallecida, y para con suerte, encontrar su libro. Ella le enseñó que todas las criaturas debían ser respetadas, y que los fuertes debían proteger a los débiles. Una madre falsa de Mokkania fue creada por Winkeny Bizee de la Iglesia Shindeki en la figura de una "carne" llamada Olivia. Mokkania podría tener a su lado a esta sustituta, a cambio de un favor para la Iglesia. Después de ceder a la tentación, se suicida. (Olivia poco a poco, recupera sus recuerdos y su verdadera identidad).  
Noloty (ノロティ Noroti?)
Seiyū: Haruka Tomatsu
Aprendiz. Muy buena en combate cuerpo a cuerpo, ágil. Es una persona dulce, optimista, trabajadora, a veces demasiado inocente, ve lo bueno en todas las personas. Bajo ningún concepto mata. Nació en una isla y fue criada por su padre, el jefe de la aldea. Su padre le inculco la idea de que el mundo entero le pertenecía, por eso, Noloty quiere defenderlo, sin ningún afan de posesión, simplemente por su gran corazón. Desea salvar personas. Su visión de la vida es la que logra que Enlike recupere su humanidad y venza al monstruo Zatoo, un come libros. También es la única que llega hasta El gobernador del Paraíso, que la utiliza para esparcir la plaga de la muerte azul
Mirepoc (ミレポック Mirepokku?)
Seiyū: Miyuki Sawashiro
Subordinada de Matalas. Fue una vez un oficial de reserva del Imperio. Por lo general viste el uniforme y es una persona estricta, aunque tiene una fuerte dependencia emocional, rasgo que le llevara a beber Agua de Argax para olvidar a un compañero y poder continuar con su deber. Usa una pistola y una espada. Sus habilidades de combate son moderadas y la mayor parte del tiempo sirve de apoyo o coordina estrategias. Su poder es la telepatía. Está enamorada de Volken, un secreto a voces que ella niega. Después de Hamyuts, ocupa el puesto de Directora de Bandorra. 
Volken (ヴォルケン Voruken?)
Seiyū: Yūichi Nakamura
Desde niño fue criado en la Biblioteca. Superó su entrenamiento al mismo tiempo que Mirepoc. Tiene el pelo verde y viste los ropajes de los bibliotecarios. Su sentido de la justicia es demasiado alto, cosa que le causara problemas. Sus armas son discos voladores que puede controlar a voluntad, también puede crear ilusiones de sí mismo. Es muy poderoso. Se le da mal seguir órdenes, sobre todo si no le parecen éticas. Es el primero en sospechar de Hamyuts, y huye de la Biblioteca para encontrar las pruebas que la desenmascaren, por lo que es tachado de traidor. Limpiará su nombre.
Ireia Kity (イレイア キティ Ireia Kiti?)
Seiyū: Akiko Takeguchi
La Bibliotecaria Armada más vieja. Su trabajo consiste en instruir en prácticas a Bibliotecarios Armados. Su clase y personalidad amistosa ha ganado la confianza y el amor de la mayoría de los bibliotecarios armados. Tiene una fuerza tremenda. Su capacidad de magia es el control de tiempo, puede detenerlo todo durante unos minutos. Durante la guerra causada por la epidemia de la muerte azul es asesinada, defendiendo Bantorra.
Fhotona (?)
El director antes del mandato de Haymuts. Fue el mentor de Volken.

## Música
La música para la serie fue compuesta por Yoshihisa Hirano.

### Temas de apertura
- "Datengoku Sensen" - Ali Project (Episodios 1-16).
- "Seisai no Ripeno" - Sayaka Sasaki (Episodios 17-27).

### Temas de cierre
- "Light of Dawn" - Annabel (Episodios 1-16).
- "Dominant Space" - Aira Yuuki (Episodios 17-27)